# Лабушев, Виктор Павлович
Виктор Павлович Лабушев (родился в 1941 году в посёлке Центральный) — генерал-майор вооружённых сил СССР и России, начальник Дальневосточного высшего общевойскового командного училища в 1984—1993 годах.

## Воинская служба
Уроженец посёлка Центральный (Тисульский район, Кемеровская область.
Окончил машиностроительный техникум, трудился на Алтайском тракторном заводе (от грузчика до начальника смены). Курсант Омского Краснознамённого высшего общевойскового командного училища имени М. В. Фрунзе в 1962—1966 годах, окончил его с отличием в звании лейтенанта. Также окончил Военную академию имени М. В. Фрунзе.
Проходил службу в ГСВГ как командир мотострелкового взвода и мотострелковой роты. В 1984—1993 годах — начальник Дальневосточного высшего общевойскового командного училища. Участник боевых действий в Афганистане, 5 ноября 1993 года был назначен старшим группы военных специалистов в Республике Гвинея. В запасе с 2000 года.
Отмечен рядом наград. Сын Дмитрий, выпускник ДВОКУ (1990 год выпуска).

## После ухода в запас
После увольнения в запас Лабушев занимался в Благовещенске топливным бизнесом (уголь и нефтепродукты). В марте 2001 года участвовал в выборах губернатора Амурской области, набрал 5,37 % голосов (шёл как президент ассоциации работников правохранительных органов). Член президиума Амурского регионального политсовета «Единая Россия», руководитель Федерации армейского рукопашного боя Амурской области с момента её образования. Был одним из учредителей строительной компании «Городок».

### Уголовные дела
В 2004 году против Лабушева возбудили уголовное дело по факту неуплаты налогов на сумму около 130 тысяч рублей после приобретения квартиры. 1 июня 2005 года в связи с неявкой Лабушева в суд было принято решение об аресте генерала, хотя тот не мог прибыть в суд из-за того, что лечился в военном госпитале с диагнозом «гипертонический криз». Лабушева вскоре доставили в следственный изолятор, однако после ухудшения здоровья отправили в 3-ю городскую больницу Благовещенска. 10 июня 2005 года в больничной палате состоялся суд, после которого Лабушев был освобождён из-под стражи.
В 2017 году Лабушев как учредитель строительной компании «Городок» стал фигурантом уголовного дела о растрате средств дольщиков в особо крупном размере: год тому назад предприятие обанкротилось, а его руководство во главе с директором Анатолием Поповым попало под домашний арест. Лабушев говорил, что занимался общественной работой, а не финансами, хотя признавал и свою вину в растрате средств, поскольку должен был контролировать финансовые потоки. По подсчётам, масштабы растраты составили свыше 400 млн рублей, а потерпевшими были признаны более 360 дольщиков. 30 апреля 2021 года Лабушев был признан виновным в растрате средств как соучастник и приговорён к 3 годам лишения свободы условно и штрафу в размере 100 тысяч рублей.